# أحمد إبراهيم علي
أحمد إبراهيم علي (15 نوفمبر 1970 الإمارات العربية المتحدة الإمارات العربية المتحدة - ) هو لاعب كرة قدم إماراتي يلعب كلاعب وسط.

## روابط خارجية
- أحمد إبراهيم علي على موقع أرشيف الشارخ.
- أحمد إبراهيم علي على موقع الاتحاد الدولي (مؤرشف)  (الإنجليزية)
- أحمد إبراهيم علي على موقع قاعدة بيانات كرة القدم.إي يو (الإنجليزية)
- أحمد إبراهيم علي على موقع عالم كرة القدم.نت (الإنجليزية)